# Blástula

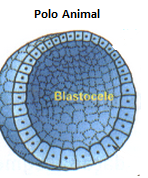

Blástula (do grego βλαστός, que significa "broto") ou blastocisto (em mamíferos placentários) é uma esfera oca de células embrionárias, conhecidas como blastômeros, em torno de uma cavidade interna cheia de fluido chamada blastocele. É o nome dado ao segundo estágio de desenvolvimento de um embrião animal em embriologia. Pelo reino animal inteiro existem diversos tipos de clivagens e variedades embriônicas.

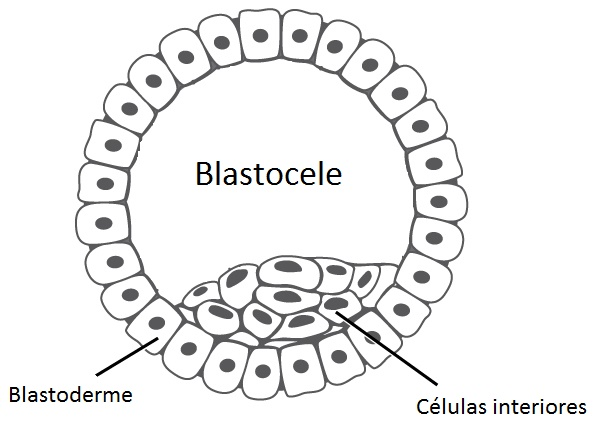

Logo após a fertilização, uma série de rápidas divisões mitóticas ocorrem no embrião, e cada uma dessas novas células menores é chamada de Blastômeros. Estes blastômeros primeiramente formam a mórula, um estágio anterior ao da blástula, que contém aproximadamente 8 células. Após um processo de compactação das células através da junção de oclusão, uma cavidade interior à mórula se forma, chamada de blastocele; apenas quando esta se forma pode-se considerar o embrião em estado de blástula.
Durante o estágio de blástula estão presentes um ou dois tipos de células: os trofoblastos (em mamíferos placentários) e a massa interna celular, ou embrioblasto, que formará o embrião propriamente dito. O estágio que a procede é a Gástrula, onde após o processo de gastrulação, muito diverso em animais, são formado os três folhetos embrionários, a ectoderme, mais externo, a mesoderme e a endoderme, mais interna.
Durante a fase de blástula, uma quantidade significativa de atividade ocorre no embrião para estabelecer polaridade celular (É a divisão assimétrica da célula. Consiste na variação da composição e das características do citoplasma ao longo de um eixo de polaridade de um polo ao outro e consequente distribuição de estruturas. Dependendo desta há formação de estruturas e tecidos. Numa mesma camada diferenciam-se diferentes estruturas devido à polaridade que permite haver uma divisão diferencial, sendo geralmente a célula menor a originar a nova estrutura), diferenciação celular, a formação de eixo, e regular a expressão do gene. Em muitos animais, tais como Drosophila e Xenopus , a transição da metade da blástula ( MBT) é um passo crucial no desenvolvimento durante o qual o mRNA materno é degradado e o controle sobre o desenvolvimento é passado para o embrião por ativação da transcrição dos genes zigóticos.  Muitas das interações entre blastômeros são dependentes da expressão de caderina, particularmente de e-caderina em mamíferos e eP-caderina em anfíbios.
O estudo da blástula e da especificação de células tem muitas implicações no campo de investigação de células-tronco, bem como na melhoria contínua de tratamentos de fertilidade . As células-tronco embrionárias são um campo que, apesar de controverso, têm um tremendo potencial para o tratamento de doenças. Em Xenopus, blastômeros se comportam como células-tronco pluripotentes que podem migrar por várias vias, dependendo da sinalização celular. Através da manipulação dos sinais das células durante a fase de blástula, vários tecidos podem ser formados. Este potencial pode ser fundamental para a medicina regenerativa nos casos de doenças e lesões. A fertilização in vitro envolve a implantação de uma blástula no útero. O implante de células-tronco da blástula poderia potencialmente servir para eliminar a infertilidade .

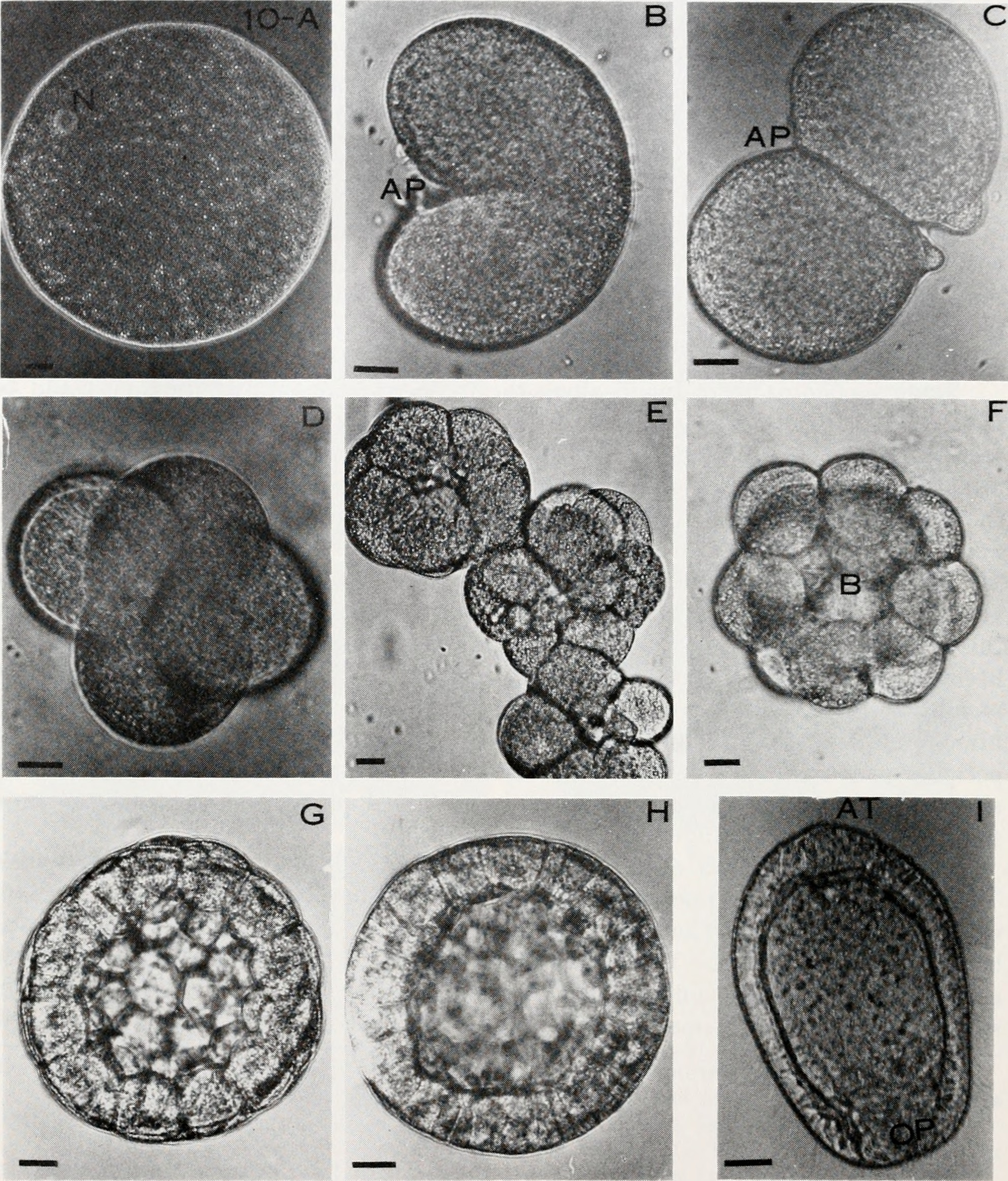

## Blastoderme

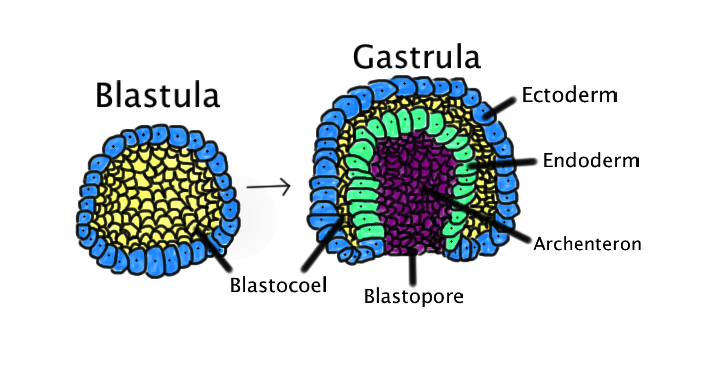
Esquema indicando o processo de gastrulação e a formação dos três tecidos embrionários principais

A camada de células é sempre de constante espessura, mas pode variar de acordo com o animal estudado. Como por exemplo, ela pode ser fina e única como em Drosophilas e em ouriços do mar, onde esta camada se chama blastoderme. Em anfíbios, como os Xenopus, esta camada pode variar a sua espessura por conta da clivagem radial característica destes animais. Nos mamíferos placentários, como ratos e humanos, ocorre a aparição de uma camada de células achatadas mais externas chamadas de trofoblastos. Esta camada irá dar origem a estruturas extraembrionárias importantes para o desenvolvimento, como o cordão umbilical e a placenta.
Existem alguns casos de certas espécies de moluscos que não desenvolvem blastocele, formando então uma blástula sólida, chamada de estereoblástula.

## Blastocele
É a cavidade interna da blástula, cheia de fluido proteico, que se forma no hemisfério animal dos embriões de anfíbios e equinodermos, ou entre o epiblasto e o hipoblasto de embriões de aves, répteis e mamíferos. Também chamada de cavidade do blastocisto, esta pode ser considerada a primeira cavidade celular do embrião e é de extrema importância para futuros movimentos da célula em novos divisões e especializações de tecidos.